# Cattedrale di Nostra Signora di Tortosa
La cattedrale di Nostra Signora di Tortosa era una cattedrale eretta nel XII secolo nella città siriana di Tortosa, importante avamposto templare. È considerata la chiesa meglio conservata delle crociate. Dopo la conquista da parte dei Mamelucchi, la cattedrale fu trasformata in una moschea. Oggi l'edificio ospita il Museo Nazionale di Tartus.

## Storia

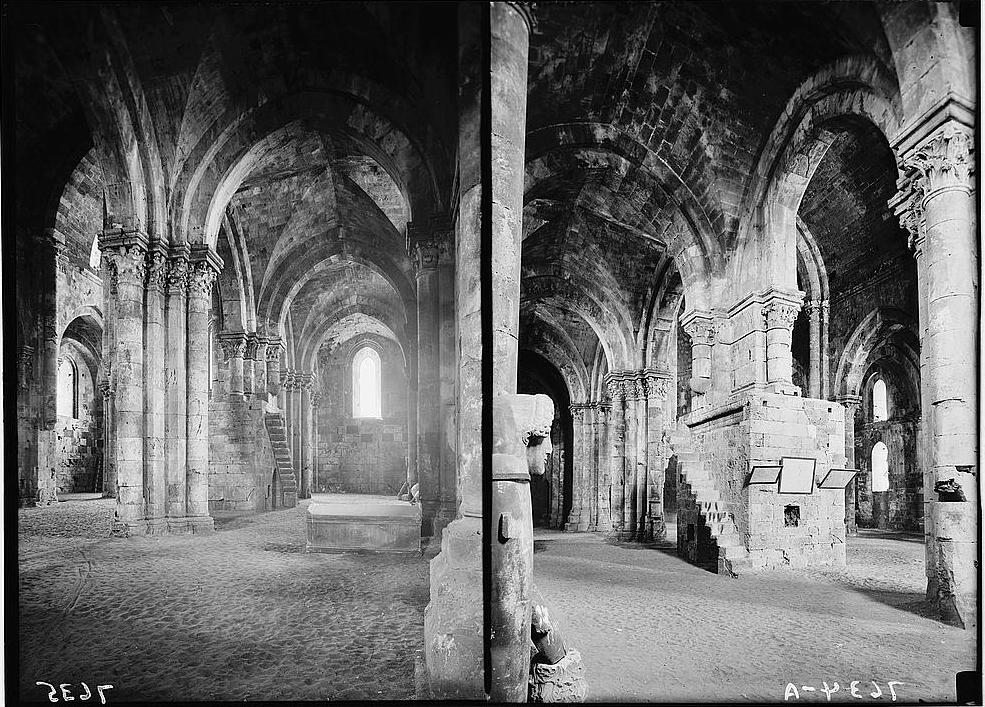
Interni della cattedrale nel 1936

La cattedrale fu eretta sul posto per i precedenti pellegrinaggi bizantini. È stato costruito inizialmente in stile romanico e poi in stile gotico durante il XII secolo.
Dal 1152 alla metà del XIII secolo, i Cavalieri Templari governarono l'area. Poiché la città fu ripetutamente minacciata dai mamelucchi, l'edificio della chiesa fu fortificato a partire dagli anni 1260 ed è probabilmente l'unica chiesa latina fortificata a difesa degli abitanti che sia ancora in piedi. 
Tartus era presumibilmente l'ultimo possedimento dei Cavalieri Templari nel Vicino Oriente. Dopo la cattura, la cattedrale fu trasformata in una moschea. Durante il periodo ottomano, l'edificio fu usato come stalla. 
Sul monumento vennero effettuati scavi nel 1921 da Camille Enlart, e ancora da Maurice Pillet, che la fotografò dandone una descrizione nel 1926. 
Dal 1956, il precedente edificio della chiesa ospita il Museo Nazionale di Tartus, che espone alcuni oggetti archeologici.

## Note

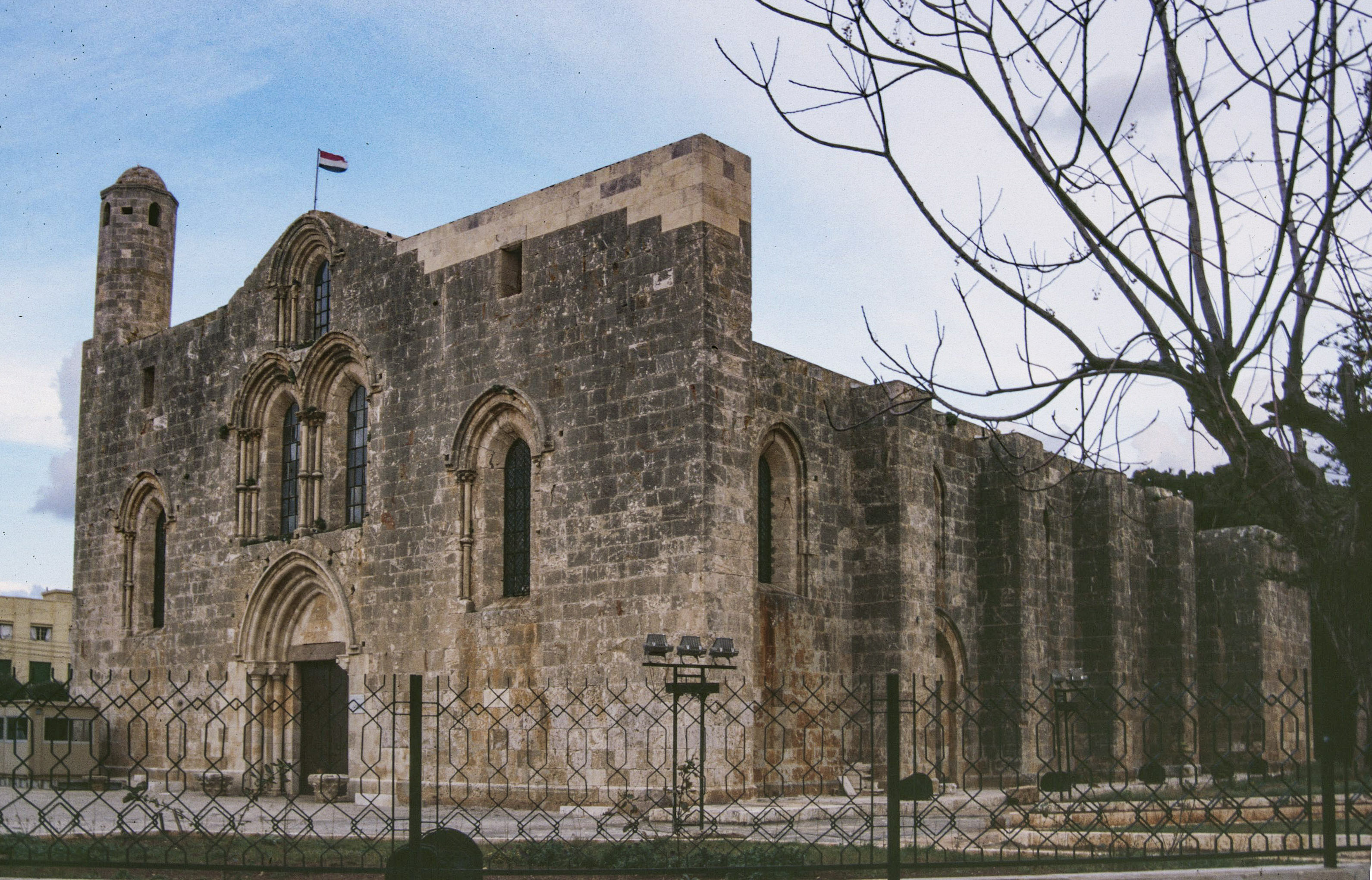
Vista più laterale dell'edificio